# Macintosh Classic
Macintosh Classic — персональный компьютер, производившийся фирмой Apple Computer. Представленный 15 октября 1990 года, он был первым компьютером семейства Apple Macintosh, продававшимся (с самого начала продаж) по цене менее 1000 долларов США.
Выпуск модели был обусловлен успехом более ранних моделей Macintosh Plus и Macintosh SE. Характеристики компьютера мало отличались от предшественников — такой же 9-дюймовый монохромный ЭЛТ-дисплей с разрешением 512×342 точек, такое же ограничение объёма ОЗУ в 4 мегабайта. 
Решение не использовать новые технологии, такие как процессор Motorola 68010, бо́льший объём поддерживаемого ОЗУ или цветной дисплей, было вызвано, с одной стороны, заботой о полной совместимости с уже имеющимся программным обеспечением, а с другой — минимизацией цены. Тем не менее, некоторые улучшения были применены, и в отличие от заменяемого Macintosh Plus, 3,5" дисковод Apple SuperDrive 1,4 МБ был включён в стандартную комплектацию, а быстродействие повышено на четверть.
Дизайн Macintosh Classic, как и более раннего Macintosh SE, был адаптированной версией работы Джерри Мэнока и Терри Оямы — Macintosh 128K 1984 года. Apple выпустила две версии системы, ценой от 1000 $ до 1500 $. Оценки обозревателей были неоднозначными, большинство обращало внимание на низкую производительность процессора и отсутствие слотов расширения. Общее мнение гласило, что этот компьютер применим только для работы с текстами, электронными таблицами и базами данных. Низкая цена и доступность образовательного программного обеспечения привели к популярности модели в системе образования. Macinosh Classic продавался наряду с появившимся в 1991 году более мощным Macinosh Classic II до прекращения производства годом позже.

## История

### Разработка
После того, как сооснователь Apple Стив Джобс покинул фирму в 1985 году, контроль за разработкой новых моделей перешёл к Жану-Луи Гассье, ранее менеджеру отделения Apple во Франции. Гассье последовательно направлял развитие линии продуктов Apple в двух направлениях: большей «открытости», точнее расширяемости и совместимости, а также в направлении роста цены. Он утверждал, что компания не должна продавать свою продукцию в нижнем ценовом сегменте, где норма прибыли на один экземпляр товара мала, но вместо этого сосредоточиться на верхнем сегменте рынка с его высокой прибылью. Гассье иллюстрировал концепцию, используя график соотношения цены/производительности компьютеров с малой мощностью и низкой ценой в левом нижнем углу и мощных дорогостоящих машин в верхнем правом углу. Сегмент «high-right», «верхне-правый», стал целью и своеобразной мантрой высшего менеджмента компании, руководствовавшегося лозунгом Гассье, гласящим «fifty-five or die» (пятьдесят-пять или умри) и требовавшего уровня прибыли в 55 процентов.
Политика «high-right» привела к серии машин с всё более и более высокой ценой. Оригинальный Макинтош планировался системой с ценой в районе 1000 $, но начал продаваться за 2495 $. И с этого момента стоимость систем от Apple начали расти: Macintosh Plus был лишь немногим дороже, продаваясь за 2599 $, SE стоил 2900 $ или 3900 $ в зависимости от модели, а базовая конфигурация Macintosh II продавалась не дешевле 5500 $. Многие последующие машины стоили даже больше: Macintosh IIcx — 5369 $, IIci — 6269 $ и IIfx — 9900 $, и при том все без клавиатур и мониторов в комплекте. Цветные ЭЛТ-дисплеи были так же относительно дорогими для конца 1980-х: 14-дюймовый монитор Apple с разрешением 640 на 480 стоил по каталогу 999 $, клавиатуры Apple, даже с учётом высокого качества были также дороги. Единственным относительно недорогим компьютером линии Макинтошей, продававшимся в конце 1980-х, был Mac Plus, находившийся в производстве уже несколько лет и стоивший на тот момент около 2000 $.
В итоге Apple забросила нижний ценовой сегмент рынка, на котором несколькими годами ранее наблюдался бум на компьютеры Turbo XT, а в сегменте «верхне-правый» её продукцию стали игнорировать из-за наличия UNIX рабочих станций компаний Sun и SGI. И удача 80-х отвернулась от компании. Сезон рождественских распродаж 1989 года окончательно определил тенденцию, показав, впервые за несколько лет, снижение продаж продукции фирмы. Такие результаты привели к снижению биржевой капитализации Apple на 20 % за квартал.
В январе 1990 года Гассье подал в отставку, и контроль над разработкой новых моделей был разделен между несколькими его преемниками. 
Многие инженеры Apple давно настаивали на выпуске дешёвых моделей, чтобы создать раздельные рыночные ниши и повысить спрос по всему спектру цен. С уходом Гассье немедленно была начата разработка машин низшей ценовой категории. Для разработки было определено три системы: самая дешёвая, рассчитанная на нишу «до 1000 долларов», дешевая, но с цветной графикой и несколько более дорогостоящая цветная машина, ориентированная на малый бизнес. Со временем эти разработки превратились в Macintosh Classic, Macintosh LC и Macintosh IIsi.

### Запуск в производство
Classic был выпущен в Европе и Японии одновременно с выходом в Соединенных Штатах. В Японии Classic продавался по цене в 198 000 иен (1523 $) — цена была выше, чем в США, но сравнима с ценой на портативный компьютер Toshiba Dynabook.
После потраченных 40 миллионов долларов на маркетинг, рассчитанных на покупателей, впервые купивших компьютер Macintosh, компании Apple было трудно справиться с возросшим спросом. Компания Apple удвоила производственные площади в 1990 году за счет расширения производственных площадей в Сингапуре и г. Корк (Ирландия), где Classic собирался. Тогда для ускорения доставки были задействованы авиационные, а не морские перевозки комплектующих. Дефицит компьютеров вызвал бурю беспокойства среди дилеров, которые обвинили Apple в плохом планировании бизнеса.
В комплект компьютеров Macintosh Classic и LC было добавлено интерактивное развивающие программное обеспечение Scholastic Software, на 12 недель раньше официального анонса. Компания Scholastic планировала выпустить 16 новых программных продуктов для Macintosh в 1991 году. Питер Келман (Peter Kelman), издатель Scholastic Software, предсказал, что компьютер Macintosh станет «школьной машиной девяностых». 
Компьютер Classic продавался в школы по цене в 800 долл., а наличие образовательного программного обеспечения привело к росту популярности компьютера в секторе образования.

## Конструкция

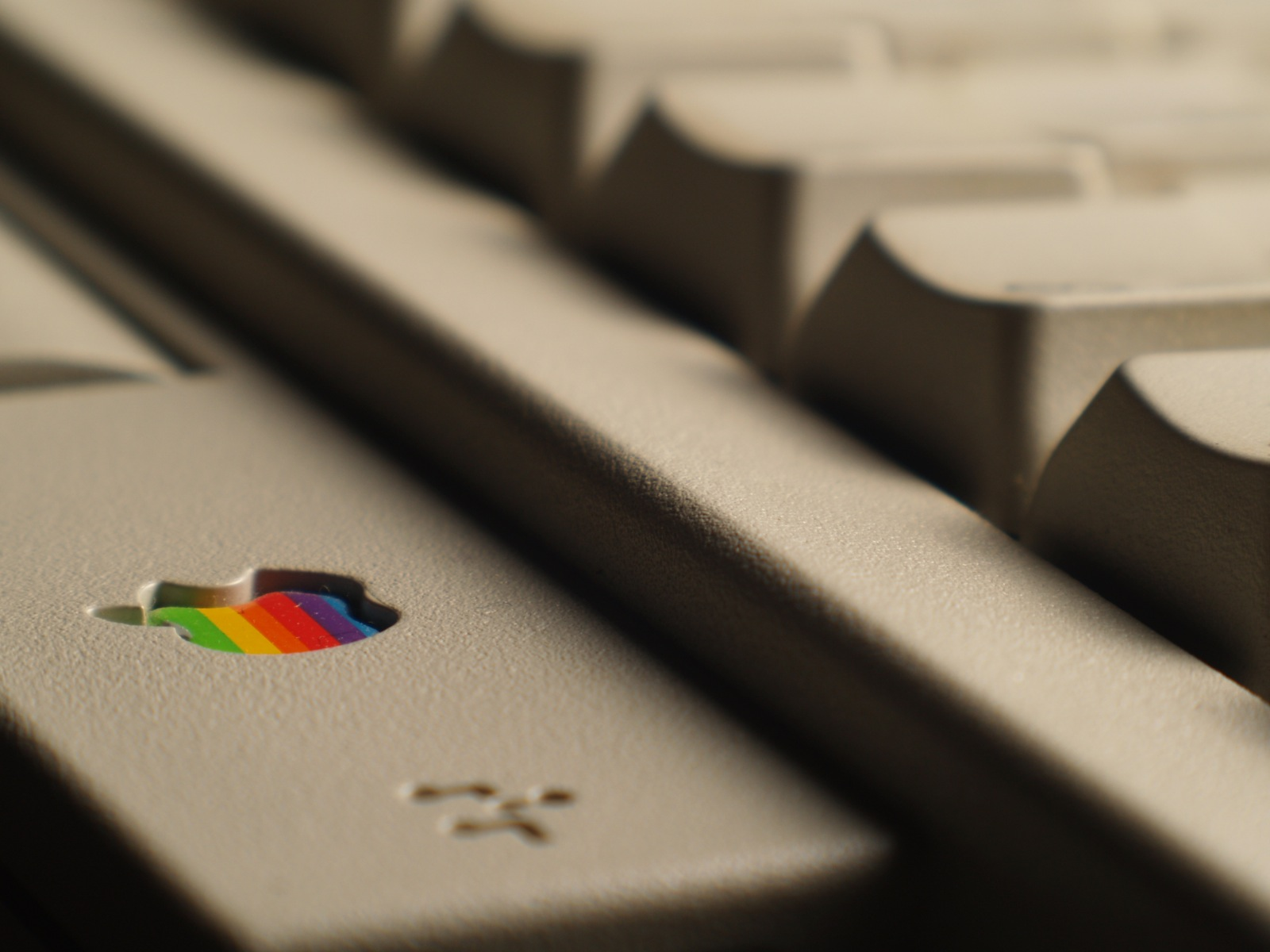
Apple Keyboard II была стандартной для Macintosh Classic

Материнская плата была разработана на основе Macintosh SE, однако её размеры были сокращены вдвое (до 23 на 13 см) благодаря использованию технологии поверхностного монтажа. Такая модернизация, наряду с отсутствием слотов расширения, позволяла снизить себестоимость. 
Однако дефицит возможностей расширения, наряду с малым размером экрана и популярностью Макинтошей в растущей области настольных издательских систем привели к таким странностям, как подключение пользователями внешних мониторов с большими диагоналями (способных отображать печатную страницу или даже две рядом, целиком и близко к реальным размерам), используя разъём SCSI.
Флоппи-дисковод SuperDrive мог читать и записывать на дискеты форматов собственно MacOS, MS-DOS, OS/2 и ProDOS. 
Это был последний компьютер линии Mac, использующий Motorola 68000 как центральный процессор.

## Особенности

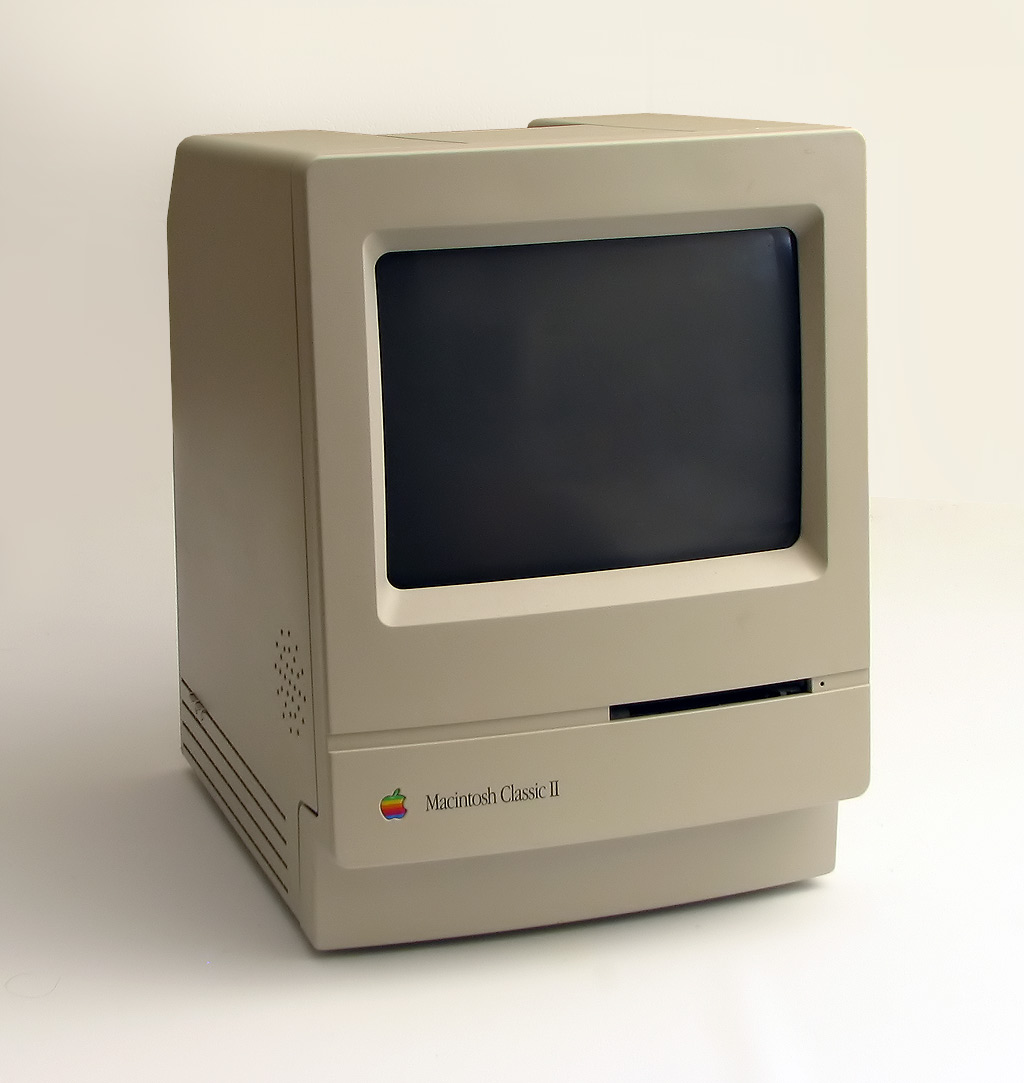
Macintosh Classic

Модель начального уровня имела 1 МБ ОЗУ и не имела жесткого диска при цене 999 долл. За 1499 долл. можно было приобрести вариант с 2 МБ ОЗУ и встроенным 40-МБ жёстким диском. 
Macintosh Classic использовал операционную систему MacOS System 6.0.7 и поддерживал все версии до 7.5.5 включительно. 
ПЗУ компьютера содержала скрытый том HFS, содержащий System 6.0.3, которую можно было загрузить, нажав при запуске клавишную комбинацию Command + Option + X + O.

## Характеристики
| Компонент               | Характеристики |
| ----------------------- | --- |
| Дисплей                 | 9-дюймовый (23 см) монохромный ЭЛТ дисплей, разрешение 512 × 342 точки |
| Запоминающие устройства | встроенный 3.5-дюймовый 1,4МБ SuperDrive флоппи-дисковод, опционально — 40 МБ SCSI жесткий диск |
| Процессор               | 8 МГц Motorola 68000 |
| Частота шины            | 8 МГц |
| ОЗУ                     | 1 МБ, расширяемое до 2 или 4 МБ используя 120 нс 30-пиновые SIMMы и дополнительную карту расширения для RAM-слота.                                                                                          |
| HDD                     | 40 МБ. |
| ПЗУ                     | 512 КБ |
| Сеть                    | AppleTalk |
| Батарея                 | 3.6 В литиевая |
| Размеры и вес           | 9.7 × 11.2 × 13.2 дюймов (24.6 × 28.4 × 33.5 см) ширина × высота × глубина 16 фунтов (7,26 кг) |
| Потребляемая мощность   | 76 Ватт |
| Порты                   | 1× ADB (клавиатура, мышь) 2× mini-DIN-8 RS-422 Последовательный порт (принтер, модем, AppleTalk) 1× DB-19 (внешний флоппи-дисковод) 1× DB-25 SCSI разъём (внешний жесткий диск, сканер) 1× 3.5 мм аудиоджек |
| Слоты расширения        | Нет |
| Аудио                   | 8-бит моно, с частотой дискретизации 22 кГц |
| Gestalt ID              | 17 (идентификационный код компьютера) |
| Codename                | XO |